# Cazul ergativ

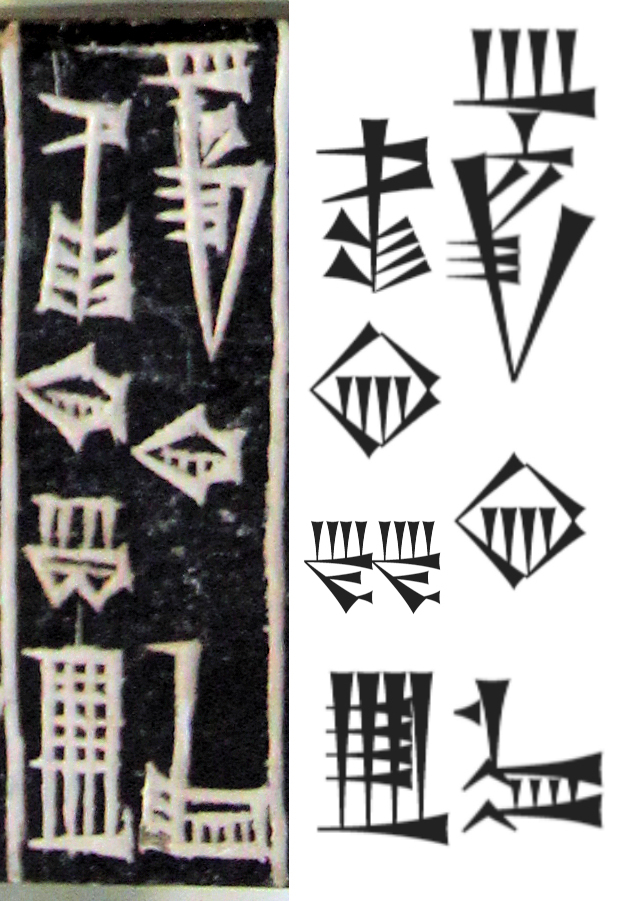
Inscripție cuneiformă 'Lugal Kiengi Kiuri' 𒈗𒆠𒂗𒄀𒆠𒌵, „Regele Sumeriei și Akkadului”, peste pecetea regelui sumerian Shulgi (2094–2047 î.Hr.). Silaba finală „ke” 𒆤 este compusă din -k (cazul genitiv) și -e (cazul ergativ).

În gramatică, cazul ergativ (abreviat erg) este  un caz gramatical care identifică o perifrază nominală ca agent al unui verb tranzitiv într-un limbă ergativ-absolutivă.

## Caracteristici
În astfel de limbi, cazul ergativ este de obicei marcat (cel mai proeminent), în timp ce cazul absolutiv nu este marcat. Lucrările recente în domeniul teoriei cazurilor au susținut cu tărie ideea că cazul ergativ identifică agentul (executantul intenționat al unei acțiuni) unui verb.
În limbile cu ergativitate pură, verbul copulativ cere ca subiectul și predicatul să fie în cazul absolutiv.
În Kalaallisut (groenlandeză), de exemplu, cazul ergativ este utilizat pentru a marca agentul verbelor tranzitive și posesorii substantivelor. Acest sincretism cu genitivul este denumit în mod obișnuit caz relativ.
Nez Perce are un sistem nominal cu trei cazuri, atât ergativ (-nim), cât și acuzativ (-ne), plus cazul absolutiv (nemarcat) pentru subiectele verbelor intranzitive: hipáayna qíiwn „bătrânul a ajuns”; hipáayna wewúkiye „elanul a ajuns”; wewúkiyene péexne qíiwnim „bătrânul a văzut un elan”.
Sahaptin are un caz substantival ergativ (cu sufixul -nɨm) care este limitat la construcțiile tranzitive numai atunci când complementul direct este persoana I sau a II-a: iwapáatayaaš łmámanɨm „bătrâna m-a ajutat”; paanáy iwapáataya łmáma „bătrâna l-a ajutat” (direct); páwapaataya łmámayin „bătrâna l-a ajutat” (invers).
În limbile cu ergativitate opțională, alegerea între marcarea sau nu a cazului ergativ depinde de aspecte semantice sau pragmatice, cum ar fi marcarea accentului pe argument.
Alte limbi care folosesc cazul ergativ sunt georgiana, cecenă și alte limbi caucaziene, limbile mayașe, limbile mixe-zoice, wagiman și alte limbi indigene australiene, precum și basca, burushaski și tibetana. Dintre toate limbile indo-europene, doar yaghnobi, varietățile de limbă kurdă (inclusiv kurmanji, zazaki și sorani) și paștună din limbile iraniene și hindustani, împreună cu alte câteva limbi indo-ariene, sunt ergative.
Cazul ergativ este, de asemenea, o caracteristică a unor limbi construite precum Na'vi, Ithkuil și Black Speech.